# Hibiscus varians
Hibiscus varians är en malvaväxtart som beskrevs av Frederik Louis Splitgerber och De Vriese. Hibiscus varians ingår i Hibiskussläktet som ingår i familjen malvaväxter. Inga underarter finns listade i Catalogue of Life.